# Granada (jeu vidéo)
Pour les articles homonymes, voir Granada.
Granada (parfois appelé Maneuver Cepter: Granada ou encore XGranadaX) est un shoot them up sorti en 1990 sur X68000 puis sur Mega Drive. Le jeu a été développé et édité par Wolf Team.